# تصوف إسباني
التصوف الإسباني هو تصوف مسيحي إزدهر مع حركة الإصلاح الكاثوليكي في القرن السادس عشر والقرن السابع عشر في إسبانيا؛ وتعتبر هذه الفترة عصر النهضة الأدبية للتصوف في التقاليد والثقافة الكاثوليكية. وكان الهدف من هذه الحركة إصلاح الكنيسة هيكليًا وتجديد الكنيسة روحيًا. حاول الصوفيون الإسبان للتعبير عن أفكارهم عن طريق مجموعة متنوعة من الرؤى والكتابات والتأمل الروحي من الكتاب المقدس (أي القراءة الإلهية).
كان لهؤلاء الكتّاب تأثير قوي على تطور اللغة الإسبانية خصوصًا في «العصر الذهبي للأدب الإسبانية». في بداية الفترة الأولى للعصر الذهبي الإسباني، كان ينظر إلى هذه المؤلفات باعتبارها خشنة اللغة. لكن بحلول نهاية العصر الذهبي الإسباني، حققت لغة التصوف الإسباني إلى ما يسمى «بأسلوب الباروك العالي الإسباني»، ولا يزال تأثير التصوف الإسباني في بعض أشكال الأدب الإسباني حتى الوقت الحاضر.
تعد مؤلفات التصوف الإسباني أبرز أمثلة من للأدب الإسباني الديني، إذ كان كتاب التصوف الإسباني من الشخصيات المسيحية الأدبية الرئيسية، كما لعب الصوفيون الإسبان أيضًا أدورًا مهمة حركة الإصلاح الكاثوليكي. ألهمت كتاباتهم السعي في سبيل الله بدلاً من الالتزام بقانون القرون الوسطى، أدى إلى تأسيس أو إصلاح الجماعات الدينية.

## شخصيات التصوف الإسباني
من الشخصيات الرئيسية في حركة التصوف الإسباني:
- تيريزا الأفيلاوية
  - «القصر الباطني»
  - «في طريق الكمال»
- يوحنا الصليب
  - «ليلة مظلمة من الروحي»
  - «صعود جبل الكرمل»
- إغناطيوس دي لويولا
  - «الرياضات الروحية»
  - «السيرة ذاتية»
- القديس فرنسيس دي بورخا
- لويس بونسي دي ليون الشاعر
- مريم يسوع الجليلة آجريدا
  - «مدينة الله الصوفية»
- فرناندو دي هيريرا (شاعر)
- لويس دي جونجورا (شاعر)
- رامون لول (فيلسوف)